# 宮璃アリ
宮璃 アリ（みやり あり、1975年9月26日 - ）は、日本の女優、タレント、ラジオパーソナリティ。CTY-FMラジオパーソナリティ。三重県四日市市出身。巣山プロダクションならびに少年王者舘に所属。

## 出演

### ラジオ
- Evening Wave（FMよっかいち） - 月曜パーソナリティ（2012年4月 - 2013年3月）
- Morning Wave（CTY-FM） - 火曜パーソナリティ（2013年4月 - ）

### テレビドラマ
- 恋するキムチ（NHK岐阜）
- ヤアになる日〜鳥羽・答志島パラダイス〜（NHK津）
- 全力離婚相談（NHK名古屋）
- 愛おしくて（NHK総合）
- お母さん、娘をやめていいですか?（NHK総合）
- 連続テレビ小説 わろてんか（NHK総合）
- 三つの月（CBCテレビ）

### ラジオドラマ
- FMシアター（NHK-FM）
  - 黄泉のカラス
  - 猫が笑えば
  - タツ子さんの一日
  - 命売ります
  - 唄娘
  - 『犬がいた季節』（2025年3月29日） - 三重ことば指導[2]

### 舞台
- 少年王者舘
- 2022年 三浜文化会館演劇制作事業「でたらめな神話」（作・演出：土田英夫）※8月（延期）
- 2022年 不思議の国のアリス【ALICE Win Underground.】（演出：天野天街）11月
- 2025年 TOKAI RADIO PRODUCE 舞台「パコ〜from ガマ王子vsザリガニ魔人」（脚本：後藤ひろひと、演出：平塚直隆）2月[3]